# Iosif Matula
Pour les articles homonymes, voir Matula.
Iosif Matula est un député européen roumain né le 23 août 1958 à Tămașda dans le județ de Bihor. Il est membre du Parti démocrate-libéral.

## Biographie
Placé en 13e position sur la liste de son parti lors des élections européennes de 2007, il ne devient député européen que le 22 décembre 2008 à la faveur de la démission de cinq députés roumains du PDL. Il est réélu lors des élections européennes de 2009.
Au Parlement européen, il siège au sein du groupe du Parti populaire européen dont il est membre du Bureau depuis le 16 septembre 2009. Au cours de la 7e législature, il est membre de la commission du développement régional.